# Hypolycaena sudanica
Hypolycaena sudanica är en fjärilsart som beskrevs av Aurivillius 1905. Hypolycaena sudanica ingår i släktet Hypolycaena och familjen juvelvingar. Inga underarter finns listade i Catalogue of Life.